# Traquita

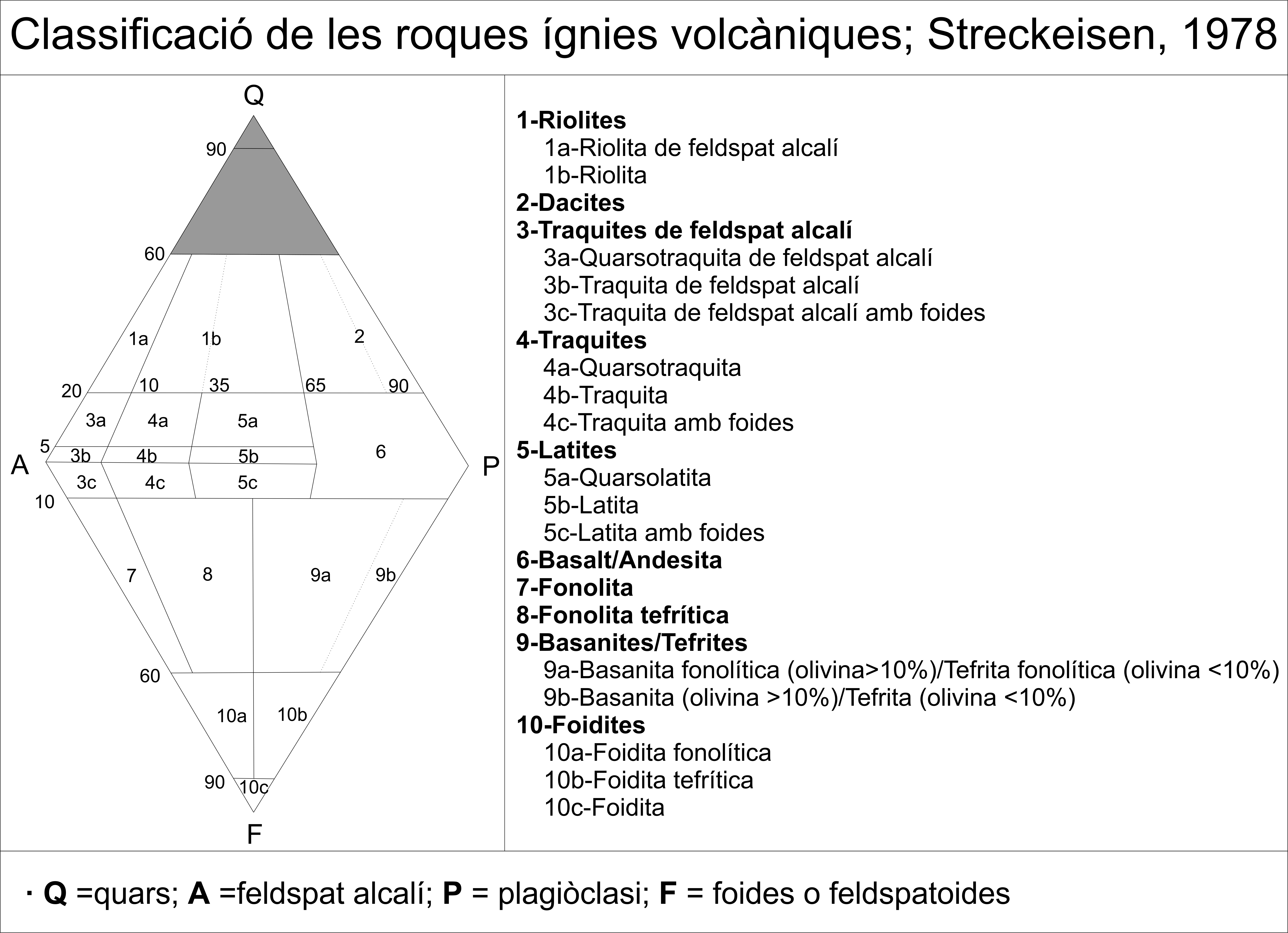
Classificació de les roques ígnies volcàniques segons Streckeisen 1978. La traquita es troba al lloc 4b.

La traquita és una roca efusiva (volcànica) afanítica, quasi sempre porfírica i amb textura traquítica, composta per feldespats alcalins i un o més minerals màfics (en els quals predominen minerals rics en ferro i magnesi), principalment biotita i augita, que són els més freqüents.
Generalment inclou grans fenocristalls, ordenats paral·lelament, que mostren una estructura fluida. S'origina a partir de magmes sienítics, i apareix en corrents de lava. És molt lleugera, dura, de superfície aspra i color blanquinós, s'acostuma a utilitzar com a material de construcció.